# Sondernutzung

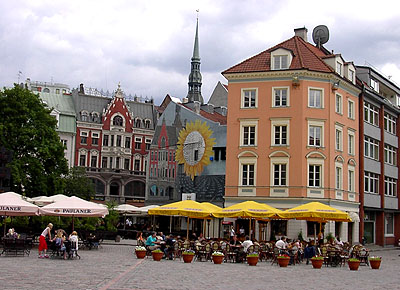
Außengastronomie

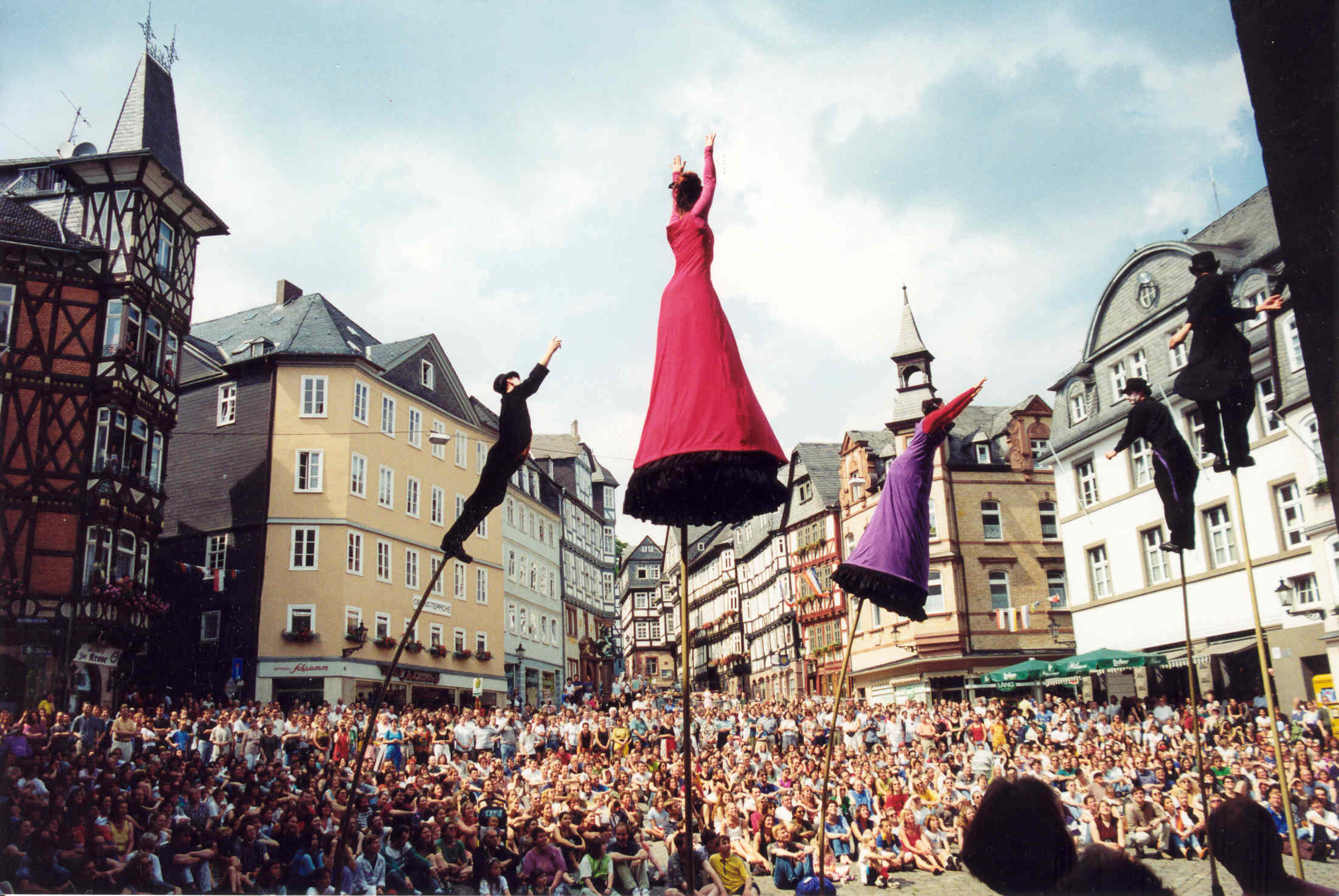
Veranstaltungen

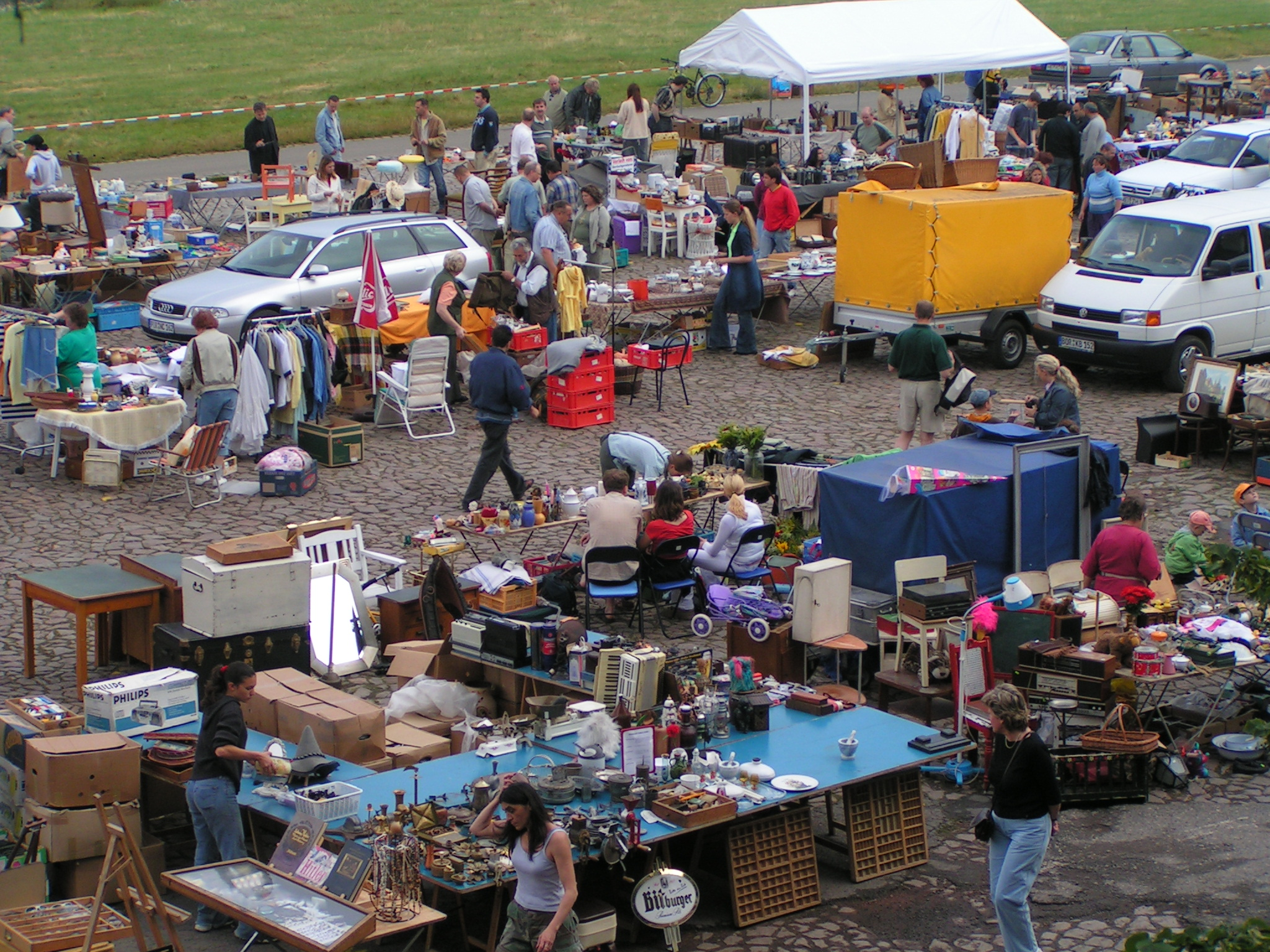
Flohmärkte

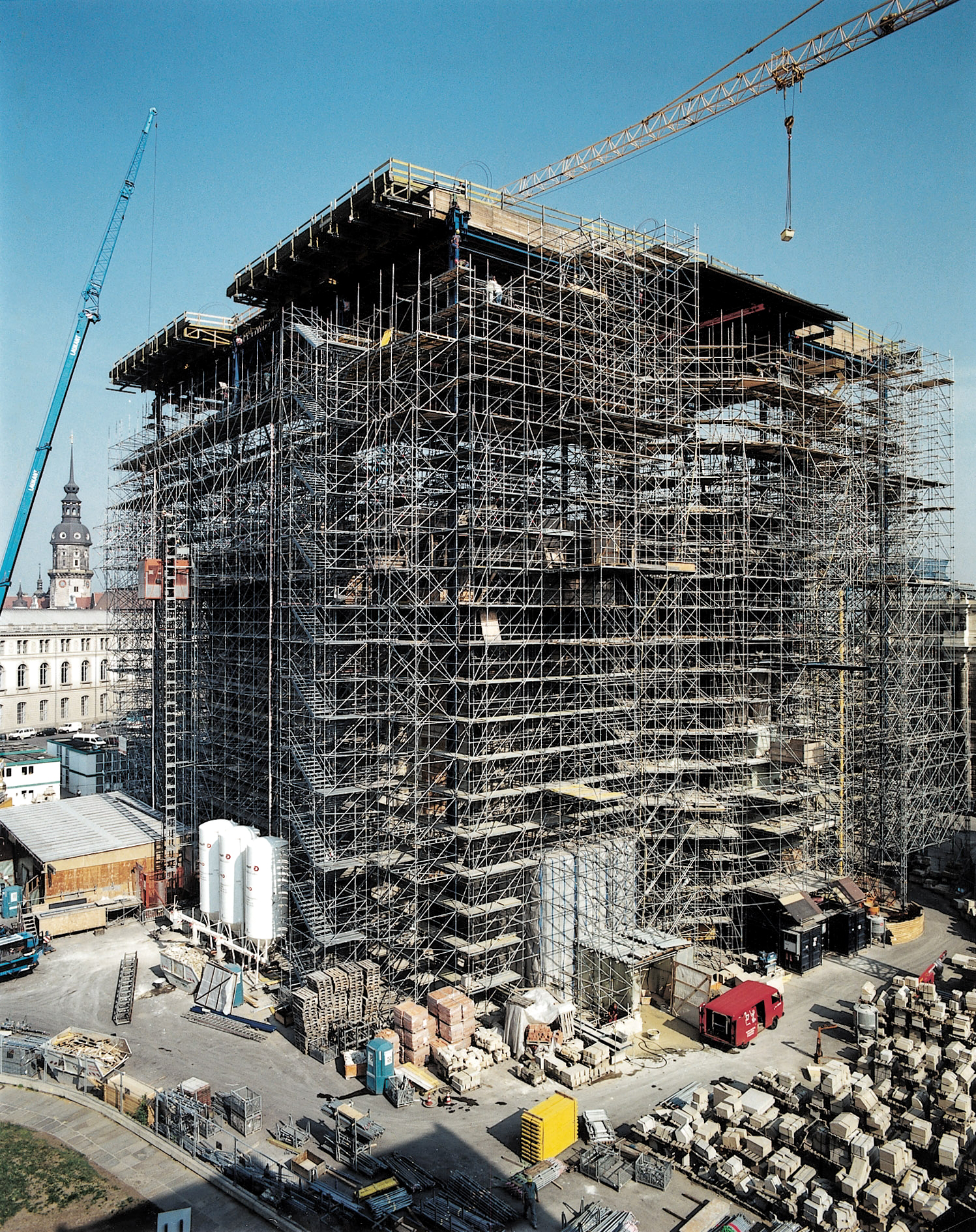
Baugerüste

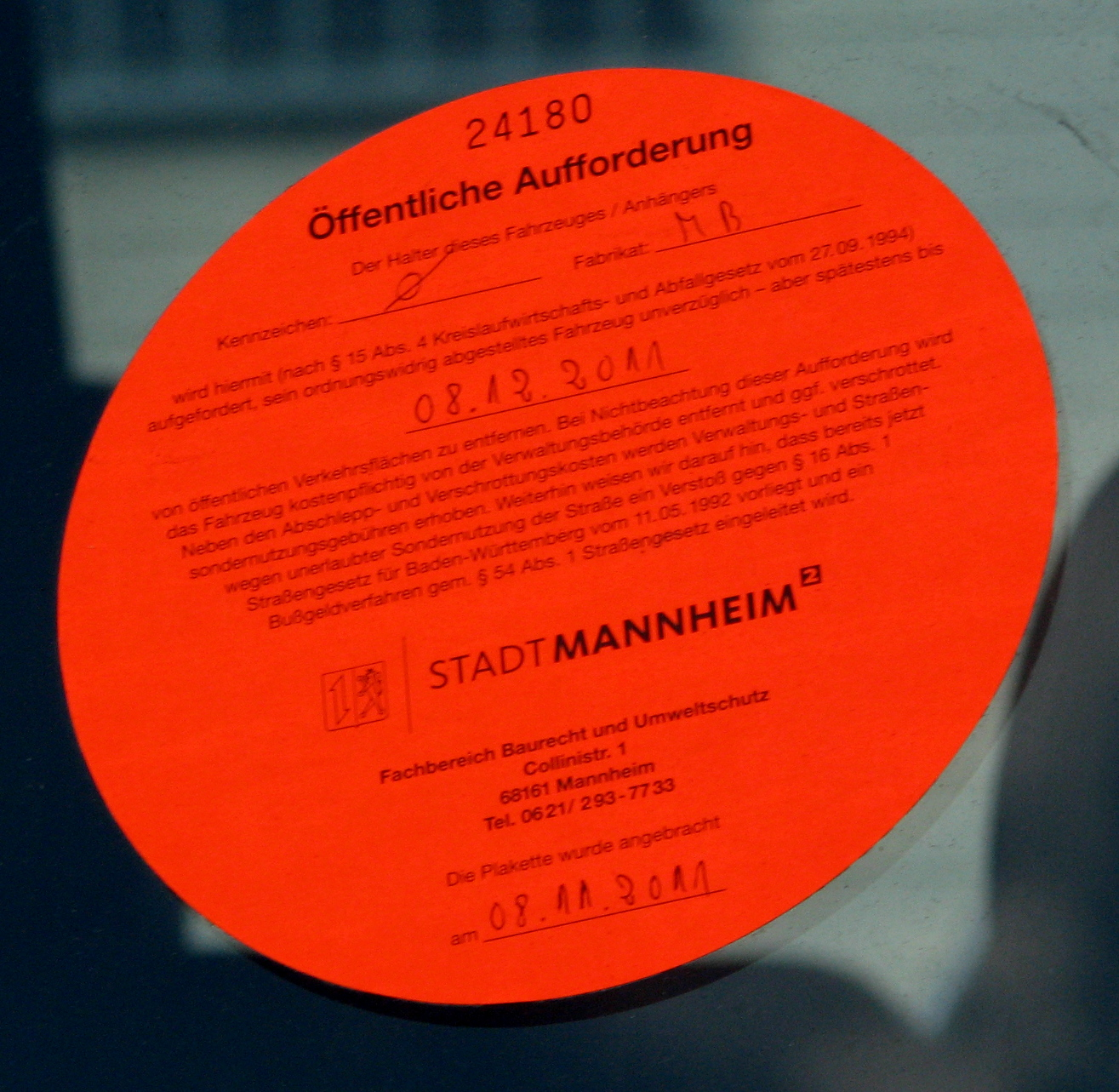
Aufkleber auf einem geparkten PKW ohne Nummernschilder, wegen unerlaubter Sondernutzung der Straße

Sondernutzung ist ein Rechtsbegriff aus dem Bereich der Benutzung solcher Sachen, die einer Mehrheit von Personen zur Nutzung offenstehen (öffentliche Sachen). Dabei bezeichnet „Sondernutzung“ im Gegensatz zum normalen „Gemeingebrauch“ solche Nutzungen, die das gleiche Recht aller überschreiten und deshalb in der Regel verboten sind oder einer Erlaubnis bedürfen.
Sondernutzungen sind denkbar an öffentlichem Gelände, insbesondere an Straßen und öffentlichen Gebäuden, aber theoretisch auch an Staatswäldern oder Gemeindewiesen. Ebenso sind sie denkbar an Sachen, die privatrechtlich im Eigentum von Personenmehrheiten stehen. Was im Einzelnen Sondernutzung ist, kann das Kollektiv, dem die Sache gehört, rechtlich verbindlich regeln (durch Gesetz, Satzung, Vereinbarung). Anderenfalls müssen es im Streitfall die zuständigen Gerichte entscheiden.
Sondernutzungen sind rechtlich nicht immer unter dem Namen Sondernutzung geregelt, insbesondere dann nicht, wenn an diesen Sachen kein nennenswerter Gemeingebrauch besteht und es deshalb einer Abgrenzung nicht bedarf. In Deutschland sind Sondernutzungen unter diesem Namen geregelt sowohl im Recht des Wohnungseigentums als auch im Recht der öffentlichen Straßen.

## Sondernutzung an Wohnungseigentum
Im Wohnungseigentumsrecht gibt es Sondernutzungen der Wohnungseigentümer an den Gemeinschaftsflächen, also den Flächen des in Wohnungseigentum aufgeteilten Hauses, die im Grundsatz allen Miteigentümern zur Nutzung offenstehen (§ 5 Abs. 4 WEG). Ist die Nutzung nicht mehr ohne weiteres gemeinverträglich, sondern derart, dass andere die Nutzung in dieser Form nicht ausüben könnten, weil dafür entweder nicht genug Platz oder nicht genügend Zeit vorhanden ist, handelt es sich um eine Sondernutzung. Maßgeblich ist hier vor allem der Fall, dass der eine Nutzer andere neben sich nicht dulden will (Stellplatz nur für eigenen Pkw, Privatparty im gemeinsamen Garten). Eine solche Nutzung darf nur ausgeübt werden, soweit dem Einzelnen dazu ein spezielles Recht eingeräumt ist (oder die anderen ihre Zustimmung geben).

## Straßenrechtliche Sondernutzung
Eine Sondernutzung kommt auch im Bereich der öffentlichen Straßen in Betracht und liegt vor, wenn die Straße über den Gemeingebrauch hinaus in Anspruch genommen werden soll. Die einschlägigen Regelungen finden sich für Bundesstraßen im Bundesfernstraßengesetz (FStrG), für Landes-, Kreis- und Gemeindestraßen dagegen in den Straßengesetzen der Länder:
| Bundesland             | Rechtsgrundlage                                                |
| ---------------------- | -------------------------------------------------------------- |
| Baden-Württemberg      | § 16 Straßengesetz für Baden-Württemberg                       |
| Bayern                 | Art. 18 Bayerisches Straßen- und Wegegesetz                    |
| Berlin                 | § 11 Berliner Straßengesetz                                    |
| Brandenburg            | § 18 Brandenburgisches Straßengesetz                           |
| Bremen                 | § 18 Bremisches Landesstraßengesetz                            |
| Hamburg                | § 19 Hamburgisches Wegegesetz                                  |
| Hessen                 | § 16 Hessisches Straßengesetz                                  |
| Mecklenburg-Vorpommern | § 22 Straßen- und Wegegesetz des Landes Mecklenburg-Vorpommern |
| Niedersachsen          | § 18 Niedersächsisches Straßengesetz                           |
| Nordrhein-Westfalen    | § 18 Straßen- und Wegegesetz des Landes Nordrhein-Westfalen    |
| Rheinland-Pfalz        | § 41 Landesstraßengesetz                                       |
| Saarland               | § 18 Saarländisches Straßengesetz                              |
| Sachsen                | § 18 Straßengesetz für den Freistaat Sachsen                   |
| Sachsen-Anhalt         | § 18 Straßengesetz für das Land Sachsen-Anhalt                 |
| Schleswig-Holstein     | § 21 Straßen- und Wegegesetz des Landes Schleswig-Holstein     |
| Thüringen              | § 18 Thüringer Straßengesetz                                   |

Zu den Sondernutzungen zählen zum Beispiel Außengastronomie, Warenauslagen, Verkaufsstände, Volksfeste, Märkte oder Straßenmusik und Kleinkunst-Darbietungen auf der Straße. Das Oberverwaltungsgericht Berlin hat in einem Urteil vom 17. Dezember 2003 entschieden, dass auch die Tätigkeit eines „Grillwalkers“, der im Umhergehen Würste grillt und verkauft, keinen Gemeingebrauch mehr darstellt, sondern eine Sondernutzung ist. Ähnlich ist die rechtliche Lage bei Personen, die zum Beispiel in einem umgehängten, aufklappbaren Koffer (Bauchladen) Schmuck zum Kauf anbieten. 
Die Sondernutzung bedarf grundsätzlich der Erlaubnis durch die zuständige Straßenbaubehörde (vgl. § 8 FStrG für Bundesstraßen). Einer straßenrechtlichen Sondernutzungserlaubnis bedarf es jedoch nicht, wenn gleichzeitig eine Erlaubnis für übermäßige Straßenbenutzung nach § 29 Abs. 2 StVO oder eine Ausnahmegenehmigung nach § 46 StVO erforderlich ist. In diesem Fall wird lediglich die verkehrsrechtliche Erlaubnis/Ausnahmegenehmigung durch die Straßenverkehrsbehörde erteilt (vgl. § 8 Abs. 6 FStrG für Bundesstraßen, „Konzentrationswirkung“).
Städte und Gemeinden können die Sondernutzung im Stadtgebiet durch Satzung regeln und darin auch bestimmte erlaubnisfreie Sondernutzungen vorsehen. In der Praxis haben Städte von dieser Möglichkeit beispielsweise für die Sichtwerbung politischer Parteien oder für Pflastermalereien von Straßenkünstlern Gebrauch gemacht. Sofern die Sondernutzung erlaubnisbedürftig ist, muss die Sondernutzungserlaubnis bei der zuständigen Straßenbaubehörde beantragt werden. Die Erlaubnis ergeht durch Bescheid, also einem Verwaltungsakt, gegenüber dem Antragsteller und kann mit Auflagen, Bedingungen und Befristungen versehen werden. Ob und mit welchen Nebenbestimmungen die Erlaubnis erteilt wird, liegt im pflichtgemäßen Ermessen der Behörde.
Im Zusammenhang mit der Sondernutzung können dem Bürger Kosten entstehen. Üblicherweise wird vom Antragsteller nach der städtischen Verwaltungskostensatzung eine Verwaltungsgebühr für die Erteilung der Erlaubnis erhoben. Darüber hinaus kann für die Sondernutzung selbst eine Sondernutzungsgebühr erhoben werden, sofern die Gemeinde eine entsprechende satzungsrechtliche Grundlage geschaffen hat. Bei der Bemessung dieser Gebühr sind Art und Ausmaß der Einwirkung auf die Straße und den Gemeingebrauch sowie das wirtschaftliche Interesse des Gebührenschuldners zu berücksichtigen (vgl. § 8 Abs. 3 FStrG). Diese Sondernutzungsgebühr wird auch fällig, wenn der Bürger die Sondernutzung durchführt, ohne sich eine erforderliche Sondernutzungserlaubnis beschafft zu haben.
Da sich die Bestimmungen in den Gemeinden teils stark unterscheiden, sind allgemeingültige Aussagen darüber, was erlaubnisbedürftig und erlaubnisfähig ist und in welcher Höhe Verwaltungs- und Sondernutzungsgebühren anfallen, schwierig. Trotzdem gilt für alle, dass die Sondernutzungen nur vorübergehend ausgeübt werden dürfen, dass also Einbauten in die Straßenoberfläche (außer in speziell festgelegten Fällen) nicht möglich sind, dass die Nutzungen den Verkehr nicht über Gebühr bzw. über das notwendige Maß hinaus behindern oder Menschen gefährden dürfen und dass der Sondernutzer für die Reinigung und ggf. Reparatur der Straße zuständig ist oder die Kosten übernehmen muss.